# Ormosia flava
Ormosia flava là một loài thực vật có hoa trong họ Đậu. Loài này được (Ducke) Rudd miêu tả khoa học đầu tiên.